# Нестрашная темнота
Нестрашная темнота (англ. Unafraid of the Dark) — тринадцатый и последний эпизод американского документального телевизионного шоу «Космос: пространство и время». Премьера эпизода состоялась 8 июня 2014 года на телеканале Fox, а 9 июня 2014 года — на телеканале National Geographic Channel. Сценарий был написан Энн Друян и Стивеном Сотером, также эпизод стал режиссёрским дебютом Энн Друян. Сюжет вращается вокруг исследований космической радиации такими учёными, как Виктор Гесс и Фриц Цвикки, а также о гипотезах существования таких состояний вещества, как тёмная материя и тёмная энергия, о дальнейшем исследовании «сверхновых звёзд, нейтронных звёзд и шкалы расстояний». В конце эпизода говорится о двух аппаратах программы «Вояджер», а также о знаменитой фотографии планеты Земля — Pale Blue Dot.

## Сюжет

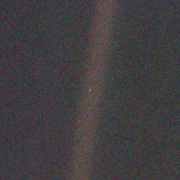
Pale Blue Dot — знаменитая фотография планеты Земля, сделанная зондом «Вояджер-1» с орбиты планеты Нептун

Тайсон начинает эпизод с того, что демонстрирует зрителю внутренние помещения древней Александрийской библиотеки, смоделированные на компьютере. Он рассказывает о том, что здесь хранились знания со всего мира, но доступ к ним предоставлялся лишь ограниченному кругу людей. В результате, когда Александрийская библиотека была разрушена, большая часть этих знаний была утеряна. Данным примером Тайсон показывает, что накопленные человечеством знания не нужно запирать, так как они должны принадлежать всему человечеству.
Тайсон переходит к повествованию об открытии Виктора Гесса, который, совершая полет на воздушном шаре, выяснил, что с увеличением высоты интенсивность радиации растёт — тем самым он открыл космическую радиацию. Позже швейцарский астроном Фриц Цвикки в ходе исследования сверхновых звёзд открыл, что космическая радиация исходит от них. Продолжив свои исследования на основе шкалы расстояний до сверхновых, Цвики выдвинул теорию о существовании тёмной материи, так как значение вычисленной им массы вещества во Вселенной было слишком мало. Первоначально эту теорию не приняли всерьёз и забыли, но позже Вера Рубин, исследуя звёзды в рукавах некоторых галактик, пришла к тому же выводу, а так как звёзды двигались вокруг центра галактики намного быстрее, чем предполагали гравитационные силы, она выдвинула теорию о существовании также тёмной энергии. На данный момент тёмная энергия принимается как основная причина всё возрастающей скорости расширения Вселенной.
Далее Тайсон начинает рассказывать о двух аппаратах программы «Вояджер». Помимо демонстрации некоторых особенностей различных планет Солнечной системы, «Вояджер-1» помог открыть гелиосферу Солнечной системы, которая ограждает планеты от воздействия радиации межзвёздных ветров. Тайсон рассказывает о роли Карла Сагана в программе «Вояджер», о создании Золотой пластинки «Вояджера», своего рода капсулы, несущей сведения о человечестве и его положении во Вселенной, а также о намерении сфотографировать Землю с орбиты Нептуна, что привело к появлению знаменитой фотографии Pale Blue Dot. Тайсон завершает сериал сообщением Сагана о необъятности космических просторов, поощряющем зрителей исследовать то, что может предложить Вселенная.
Эпизод завершается сценой того, как Тайсон с Земли наблюдает за пустым «кораблём воображения», улетающим в неизвестном направлении.

## Рейтинг
Премьеру эпизода в прямом эфире на канале Fox посмотрело 3,09 миллиона зрителей. При этом рейтинг эпизода в возрастной категории 18-49 составил 1,1/3.